# Jan Stirling
Jan Stirling (nacida el 20 de julio de 1955 en Adelaide) es una exjugadora y entrenadora de baloncesto australiana. Consiguió 4 medallas como seleccionadora con Australia, entre juegos olímpicos y mundiales.